# Rivalidad futbolística entre Olympiacos y P.A.O.K.

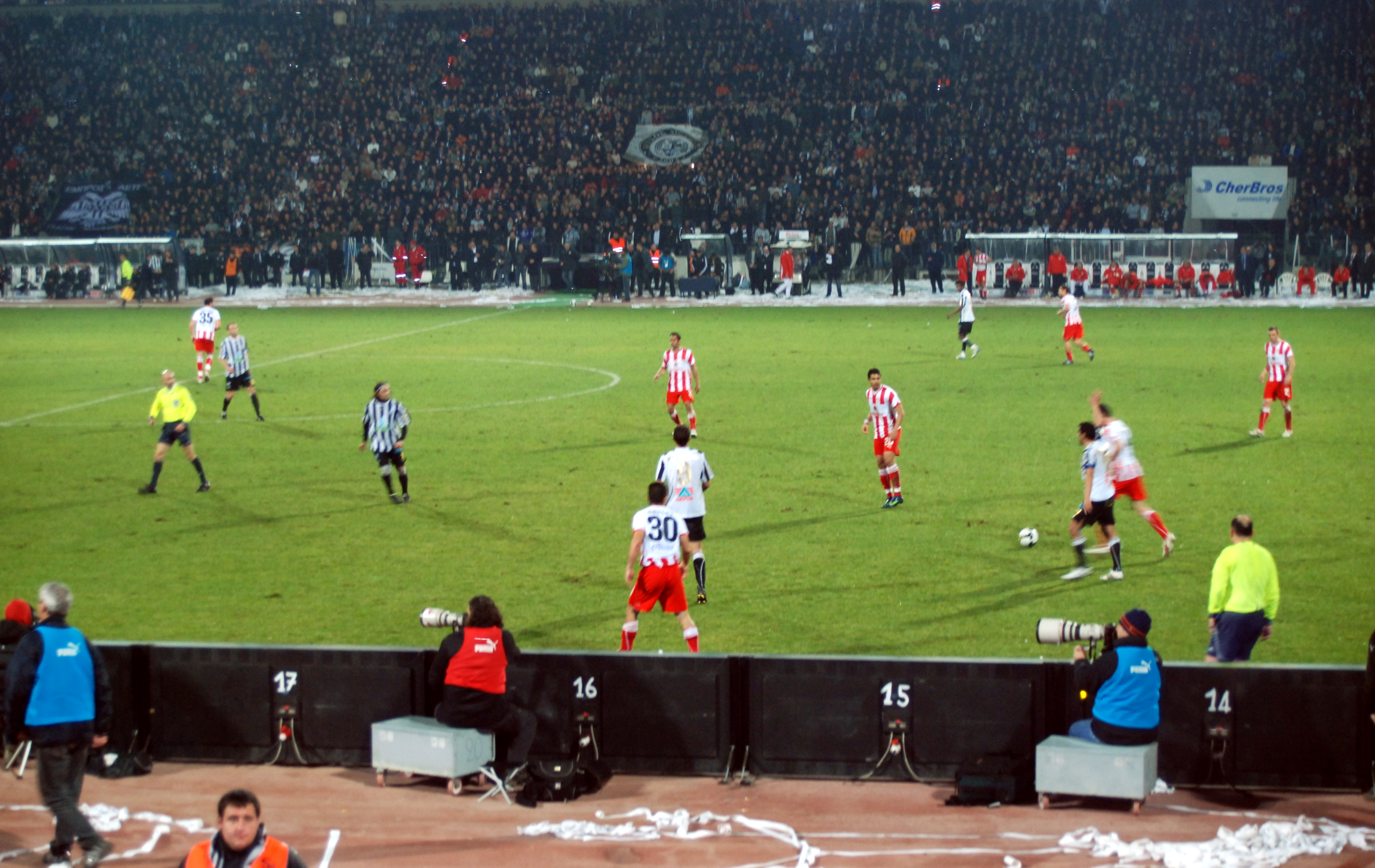
Partido entre PAOK y Olympiacos en La Tumba.

La rivalidad futbolística entre Olympiacos y PAOK es la rivalidad más feroz entre ciudades del fútbol en Grecia. Un gran número de partidos entre los dos equipos de fútbol han sido estigmatizados por incidentes violentos entre las dos aficiones.

## Historia

### Rivalidad cultural
La rivalidad entre los dos clubes griegos se remonta a la rivalidad entre las ciudades de Atenas y Salónica. El Olympiacos, desde el puerto ateniense de El Pireo, y el PAOK, de la capital de Macedonia, son dos de los clubes más populares de las dos ciudades más grandes de Grecia, respectivamente, por lo que su lucha deportiva refleja más que ninguna otra la rivalidad entre ciudades.
Los tesalónicos sienten que Atenas constantemente se ha visto favorecido por el Estado griego a través de su ciudad y los aficionados de los equipos tesalónicos consideran sus rivales atenienses —los llamados P.O.K., coalición de los tres grandes Olympiacos F.C., Panathinaikos F.C. y AEK Atenas F.C.— la razón principal de que sus equipos hayan sido marginados. Por lo que se refiere a la rivalidad entre el Olympiacos y el PAOK, la situación se agravó en la década de 1960, cuando el mejor jugador de todos los tiempos del PAOK, Giorgos Koudas, decidió considerar una oferta por el Olympiacos. Los aficionados del PAOK estallaron en indignación y protesta contra el poder ateniense y el fichaje se evitó.

### Rivalidad deportiva
En primer lugar, y como la mayoría de los clubes griegos, Olympiacos y PAOK son clubes o sociedades polideportivas, por lo que son rivales tradicionales también en baloncesto, voleibol y waterpolo. En cuanto a la historia en el fútbol griego, tras el "incidente Koudas", los seguidores del PAOK llegaron a ser tan hostiles contra el equipo de El Pireo que los partidos en La Tumba, el estadio del PAOK, se convirtieron en los partidos más difíciles como visitante del Olympiacos. De hecho, los Kokkini (rojos) tuvieron un período de 21 años sin una sola victoria en La Tumba (incluidos tres partidos que se habían jugado en campo neutral) y sólo dos victorias en 33 partidos en el período 1966-1998. Por otra parte, el último período más largo sin un triunfo para el PAOK en el estadio del Olympiacos fue de 14 años (1989-2003).
Otro aspecto de esta rivalidad, además del "incidente Koudas", fue un resurgimiento de esta pugna en 1997 a causa de los malos arbitrajes en los partidos entre ambos. El PAOK afirmó muchas veces que los árbitros ayudaron al Olympiacos. La consecuencia de esto fue que la hinchada más violenta del PAOK protestó contra los árbitros y el Olympiacos, procediendo al vandalismo. Tal vez el partido más característico fue en 2000 en Toumba con árbitro Giorgos Kasnaferis. Desde el minuto 39 el PAOK jugó con 10 jugadores después de dos tarjetas amarillas a Georgiadis. El hecho es que entre 1998-2010, Olympiacos estuvo invicto en el estadio Toumba.

## Estadísticas
|                                    | Victorias Olympiacos | Empates | Victorias PAOK |
| ---------------------------------- | -------------------- | ------- | -------------- |
| Alpha Ethniki (1959–60 - presente) |                      |         |                |
| Olympiacos local                   | 40                   | 7       | 8              |
| PAOK local                         | 13                   | 14      | 28             |
| Total                              | 53                   | 21      | 36             |
| Copa de Grecia                     |                      |         |                |
| Olympiacos local                   | 9                    | 4       | 2              |
| PAOK local                         | 1                    | 1       | 5              |
| Campo neutral                      | 2                    | 1       | 1              |
| Total                              | 12                   | 6       | 8              |
| Total                              |                      |         |                |
|                                    | 65                   | 27      | 44             |

## Partidos

### Super Liga Griega (1959–60 - presente)
|           | Olympiacos – PAOK | Olympiacos – PAOK | Olympiacos – PAOK      | Olympiacos – PAOK | Olympiacos – PAOK | PAOK – Olympiacos | PAOK – Olympiacos | PAOK – Olympiacos         | PAOK – Olympiacos | PAOK – Olympiacos |
| --------- | ----------------- | ----------------- | ---------------------- | ----------------- | ----------------- | ----------------- | ----------------- | ------------------------- | ----------------- | ----------------- |
| Temporada | J.                | Fecha             | Estadio                | Asist.            | Resultado         | J.                | Fecha             | Estadio                   | Asist.            | Resultado         |
| 1959–60   | 20                | 06–04–1960        | Karaiskakis Stadium    | 11,972            | 1–2               | 5                 | 22–11–1959        | Toumba Stadium            | 8,864             | 2–0               |
| 1960–61   | 10                | 27–11–1960        | Karaiskakis Stadium    | N/A               | 1–1               | 25                | 14–05–1961        | Toumba Stadium            | N/A               | 0–2               |
| 1961–62   | 28                | 03–06–1962        | Karaiskakis Stadium    | N/A               | 6–0               | 13                | 14–01–1962        | Toumba Stadium            | N/A               | 0–1               |
| 1962–63   | 17                | 03–02–1963        | Karaiskakis Stadium    | N/A               | 3–2               | 2                 | 30–09–1962        | Toumba Stadium            | 19,510            | 2–2               |
| 1963–64   | 10                | 27–11–1963        | Nikos Goumas Stadium   | 24,796            | 2–01              | 25                | 29–03–1964        | Toumba Stadium            | 18,884            | 0–0               |
| 1964–65   | 27                | 06–06–1965        | Karaiskakis Stadium    | 15,951            | 5–2               | 12                | 27–01–1965        | Toumba Stadium            | 17,309            | 0–4               |
| 1965–66   | 25                | 15–05–1966        | Karaiskakis Stadium    | 28,042            | 2–0               | 10                | 30–01–1966        | Toumba Stadium            | 22,736            | 3–2               |
| 1966–67   | 6                 | 27–11–1966        | Karaiskakis Stadium    | 40,250            | 3–2               | 21                | 19–03–1967        | Toumba Stadium            | 31,504            | 2–0               |
| 1967–68   | 8                 | 26–11–1967        | Karaiskakis Stadium    | 28,914            | 0–1               | 25                | 24–03–1968        | Toumba Stadium            | 26,446            | 1–0               |
| 1968–69   | 11                | 15–12–1968        | Karaiskakis Stadium    | 21,116            | 3–0               | 28                | 20–04–1969        | Toumba Stadium            | 26,745            | 2–1               |
| 1969–70   | 18                | 01–02–1970        | Karaiskakis Stadium    | N/A               | 1–1               | 1                 | 21–09–1969        | Toumba Stadium            | 35,740            | 1–2               |
| 1970–71   | 31                | 23–05–1971        | Karaiskakis Stadium    | 34,960            | 1–0               | 14                | 03–01–1971        | Toumba Stadium            | 25,462            | 0–0               |
| 1971–72   | 17                | 23–01–1972        | Karaiskakis Stadium    | 37,405            | 1–1               | 34                | 25–06–1972        | Toumba Stadium            | 21,161            | 4–3               |
| 1972–73   | 20                | 25–02–1973        | Karaiskakis Stadium    | 41,052            | 1–0               | 3                 | 01–10–1972        | Toumba Stadium            | 42,150            | 1–0               |
| 1973–74   | 11                | 16–12–1973        | Karaiskakis Stadium    | 41,110            | 3–0               | 28                | 21–04–1974        | Toumba Stadium            | 42,976            | 1–0               |
| 1974–75   | 26                | 13–04–1975        | Karaiskakis Stadium    | 39,210            | 3–2               | 9                 | 15–12–1974        | Toumba Stadium            | 37,448            | 2–0               |
| 1975–76   | 11                | 04–01–1976        | Karaiskakis Stadium    | 39,030            | 0–4               | 26                | 26–04–1976        | Toumba Stadium            | 33,378            | 3–1               |
| 1976–77   | 26                | 03–04–1977        | Karaiskakis Stadium    | 39,200            | 2–0               | 9                 | 05–12–1976        | Toumba Stadium            | 45,147            | 2–1               |
| 1977–78   | 13                | 11–12–1977        | Karaiskakis Stadium    | 15,714            | 0–0               | 30                | 16–04–1978        | Toumba Stadium            | 30,477            | 1–0               |
| 1978–79   | 5                 | 14–10–1978        | Karaiskakis Stadium    | 27,704            | 1–0               | 22                | 04–03–1979        | Toumba Stadium            | 25,362            | 2–0               |
| 1979–80   | 34                | 18–05–1980        | Karaiskakis Stadium    | 35,470            | 2–0               | 17                | 20–01–1980        | Toumba Stadium            | 36,016            | 2–0               |
| 1980–81   | 15                | 28–12–1980        | Karaiskakis Stadium    | 35,500            | 1–0               | 32                | 31–05–1981        | Toumba Stadium            | 21,359            | 1–0               |
| 1981–82   | 28                | 11–04–1982        | Karaiskakis Stadium    | 35,450            | 0–0               | 11                | 13–12–1981        | Toumba Stadium            | 22,744            | 3–0               |
| 1982–83   | 32                | 12–06–1983        | Karaiskakis Stadium    | 28,393            | 2–0               | 15                | 23–01–1983        | Toumba Stadium            | 33,334            | 1–1               |
| 1983–84   | 19                | 05–02–1984        | Karaiskakis Stadium    | 25,032            | 1–0               | 4                 | 25–09–1983        | Serres Municipal Stadium  | 13,138            | 4–0               |
| 1984–85   | 19                | 17–02–1985        | Athens Olympic Stadium | 57,581            | 2–1               | 4                 | 21–10–1984        | Toumba Stadium            | 41,073            | 1–0               |
| 1985–86   | 11                | 01–12–1985        | Athens Olympic Stadium | 37,604            | 2–0               | 26                | 30–03–1986        | Toumba Stadium            | 24,970            | 1–0               |
| 1986–87   | 20                | 01–03–1987        | Athens Olympic Stadium | 53,720            | 1–1               | 5                 | 05–10–1986        | Toumba Stadium            | 40,718            | 4–1               |
| 1987–88   | 25                | 27–03–1988        | Athens Olympic Stadium | 46,027            | 2–1               | 10                | 06–12–1987        | Serres Municipal Stadium  | 10,827            | 6–1               |
| 1988–89   | 4                 | 02–10–1988        | Athens Olympic Stadium | 74,232            | 0–1               | 19                | 12–02–1989        | Toumba Stadium            | 32,112            | 1–0               |
| 1989–90   | 9                 | 12–11–1989        | Karaiskakis Stadium    | 30,716            | 4–0               | 26                | 25–03–1990        | Toumba Stadium            | 17,169            | 4–1               |
| 1990–91   | 9                 | 02–12–1990        | Karaiskakis Stadium    | 23,974            | 3–2               | 26                | 10–04–1991        | Toumba Stadium            | 17,870            | 3–2               |
| 1991–92   | 15                | 12–01–1992        | Karaiskakis Stadium    | 18,004            | 3–2               | 32                | 24–05–1992        | Toumba Stadium            | 8,577             | 1–2               |
| 1992–93   | 31                | 09–05–1993        | Karaiskakis Stadium    | 11,527            | 2–0               | 14                | 20–12–1992        | Toumba Stadium            | 7,988             | 0–0               |
| 1993–94   | 3                 | 05–09–1993        | Karaiskakis Stadium    | 12,237            | 1–0               | 20                | 16–11–1994        | Toumba Stadium            | 10,291            | 1–1               |
| 1994–95   | 25                | 26–03–1995        | Karaiskakis Stadium    | 16,497            | 2–0               | 8                 | 06–11–1994        | Toumba Stadium            | 26,404            | 3–0               |
| 1995–96   | 28                | 07–04–1996        | Karaiskakis Stadium    | 6,191             | 1–0               | 11                | 26–11–1995        | Trikala Municipal Stadium | 6,699             | 0–0               |
| 1996–97   | 13                | 22–11–1996        | Karaiskakis Stadium    | 14,694            | 1–0               | 30                | 20–04–1997        | Toumba Stadium            | 35,850            | 0–0               |
| 1997–98   | 23                | 22–02–1998        | Athens Olympic Stadium | 32,275            | 2–0               | 6                 | 18–10–1997        | Toumba Stadium            | 26,471            | 2–1               |
| 1998–99   | 25                | 04–04–1999        | Athens Olympic Stadium | 16,582            | 2–1               | 8                 | 31–10–1998        | Toumba Stadium            | 25,858            | 1–22              |
| 1999–00   | 7                 | 08–11–1999        | Athens Olympic Stadium | 11,977            | 4–1               | 24                | 19–03–2000        | Toumba Stadium            | 25,550            | 0–2               |
| 2000–01   | 23                | 17–03–2001        | Athens Olympic Stadium | 12,925            | 1–0               | 8                 | 27–11–2000        | Toumba Stadium            | 5,723             | 2–4               |
| 2001–02   | 16                | 17–02–2002        | Athens Olympic Stadium | 37,825            | 3–2               | 3                 | 14–10–2001        | Toumba Stadium            | 22,200            | 1–1               |
| 2002–03   | 20                | 23–02–2003        | G. Kamaras Stadium     | 9,518             | 4–3               | 5                 | 26–10–2003        | Toumba Stadium            | 22,296            | 1–1               |
| 2003–04   | 16                | 11–01–2004        | G. Kamaras Stadium     | 9,164             | 1–2               | 1                 | 24–08–2003        | Toumba Stadium            | —                 | 0–2               |
| 2004–05   | 6                 | 30–10–2004        | Karaiskakis Stadium    | 26,972            | 5–1               | 21                | 06–03–2005        | Toumba Stadium            | 23,950            | 1–1               |
| 2005–06   | 6                 | 16–10–2005        | Karaiskakis Stadium    | —                 | 1–2               | 21                | 26–02–2006        | Toumba Stadium            | 7,050             | 1–2               |
| 2006–07   | 3                 | 09–09–2006        | Karaiskakis Stadium    | 29,140            | 2–0               | 18                | 21–01–2007        | Toumba Stadium            | 23,483            | 2–3               |
| 2007–08   | 7                 | 03–11–2007        | Karaiskakis Stadium    | 28,077            | 2–1               | 22                | 23–02–2008        | Toumba Stadium            | 22,000            | 1–1               |
| 2008–09   | 10                | 16–11–2008        | Karaiskakis Stadium    | 29,482            | 2–0               | 25                | 08–03–2009        | Toumba Stadium            | 22,214            | 0–0               |
| 2009–10   | 19                | 24–01–2010        | Karaiskakis Stadium    | 26,139            | 0–1               | 4                 | 20–09–2009        | Toumba Stadium            | 23,010            | 1–2               |
| 2009–10   | p-o               | 12–05–2010        | Karaiskakis Stadium    | 15,829            | 0–1               | p-o               | 09–05–2010        | Toumba Stadium            | 24,109            | 1–0               |
| 2010–11   | 11                | 21–11–2010        | Karaiskakis Stadium    | 30,275            | 3–0               | 26                | 13–03–2011        | Toumba Stadium            | 20,023            | 2–1               |
| 2011–12   | 5                 | 02–10–2011        | Karaiskakis Stadium    | 28,772            | 2–1               | 20                | 05–02–2012        | Toumba Stadium            | 18,299            | 0–2               |
| 2012–13   | 27                | 31–03–2013        | Karaiskakis Stadium    | 28,417            | 0–0               | 12                | 25–11–2012        | Toumba Stadium            | 23,023            | 1–1               |

1 Partido suspendido en el min. 27 (1–0). Victoria concedida a Olympiacos 2–0.

2 Partido suspendido en el min. 83 (1–2). Se dio por finalizado con ese resultado.

### Copa de Grecia
|           |                        | Olympiacos – PAOK en Atenas | Olympiacos – PAOK en Atenas | Olympiacos – PAOK en Atenas | Olympiacos – PAOK en Atenas | Olympiacos – PAOK en Atenas | PAOK – Olympiacos en Salónica | PAOK – Olympiacos en Salónica | PAOK – Olympiacos en Salónica | PAOK – Olympiacos en Salónica |
| --------- | ---------------------- | --------------------------- | --------------------------- | --------------------------- | --------------------------- | --------------------------- | ----------------------------- | ----------------------------- | ----------------------------- | ----------------------------- |
| Temporada | Ronda                  | Fecha                       | Estadio                     | Asist.                      | Resultado                   | Resultado                   | Fecha                         | Estadio                       | Asist.                        | Resultado                     |
| 1950–51   | Final                  | 11–03–1951                  | Ap. Nikolaidis Stadium      | N/A                         | 4–0                         |                             |                               |                               |                               |                               |
| 1970–71   | Final                  | 09–06–1971                  | Karaiskakis Stadium         | N/A                         | 3–1                         |                             |                               |                               |                               |                               |
| 1972–73   | Final                  | 17–06–1973                  | Karaiskakis Stadium         | 40,070                      | 1–0                         |                             |                               |                               |                               |                               |
| 1973–74   | Final                  | 16–06–1974                  | Nikos Goumas Stadium        | 26,402                      | 2–2                         | aet; 3–4 p.                 |                               |                               |                               |                               |
| 1974–75   | Semifinal              | 28–05–1975                  | Karaiskakis Stadium         | N/A                         | 4–0                         |                             |                               |                               |                               |                               |
| 1975–76   | Octavos de final       | 10–03–1976                  | Karaiskakis Stadium         | 38,846                      | 1–1                         | aet; 6–5 p.                 |                               |                               |                               |                               |
| 1978–79   | Octavos de final       | 21–02–1979                  | Karaiskakis Stadium         | 29,453                      | 2–2                         | aet; 6–5 p.                 |                               |                               |                               |                               |
| 1979–80   | Dieciseisavos de final | 06–02–1980                  | Karaiskakis Stadium         | 38,150                      | 1–2                         |                             |                               |                               |                               |                               |
| 1980–81   | Final                  | 21–06–1981                  | Nikos Goumas Stadium        | 30,512                      | 3–1                         |                             |                               |                               |                               |                               |
| 1985–86   | Segunda ronda          | 20–11–1985                  | Athens Olympic Stadium      | 25,955                      | 0–0                         | aet; 4–3 p.                 |                               |                               |                               |                               |
| 1989–90   | Octavos de final       | 24–01–1990                  | Karaiskakis Stadium         | 22,090                      | 1–0                         | aet; 5–3 p.                 | 10–01–1990                    | Toumba Stadium                | 27,217                        | 1–0                           |
| 1990–91   | Dieciseisavos de final | 05–12–1990                  | Karaiskakis Stadium         | 17,789                      | 2–0                         |                             | 09–01–1991                    | Toumba Stadium                | 33,411                        | 3–0                           |
| 1991–92   | Final                  | 27–05–1992                  | Karaiskakis Stadium         | 29,831                      | 2–0                         |                             | 20–05–1992                    | Toumba Stadium                | 25,744                        | 1–1                           |
| 1996–97   | Octavos de final       | 11–12–1996                  | Karaiskakis Stadium         | 4,503                       | 2–1                         |                             | 27–11–1996                    | Toumba Stadium                | 20,498                        | 1–2                           |
| 1999–00   | Octavos de final       | 12–01–2000                  | Athens Olympic Stadium      | 17,317                      | 2–1                         |                             |                               |                               |                               |                               |
| 2000–01   | Final                  | 12–05–2001                  | Nikos Goumas Stadium        | 13,300                      | 2–4                         |                             |                               |                               |                               |                               |
| 2002–03   | Cuartos de final       | 12–03–2003                  | G. Kamaras Stadium          | 11,466                      | 1–2                         |                             | 26–02–2003                    | Toumba Stadium                | 17,647                        | 3–1                           |
| 2008–09   | Cuartos de final       | 04–03–2009                  | Karaiskakis Stadium         | 23,983                      | 2–0                         | aet                         | 04–02–2009                    | Toumba Stadium                | 21,043                        | 1–0                           |
| 2010–11   | Cuartos de final       | 19–01–2011                  | Karaiskakis Stadium         | 28,404                      | 1–1                         |                             | 02–02–2011                    | Toumba Stadium                | —                             | 1–0                           |

• Eliminatorias ganadas: Olympiacos 13, PAOK 6.

## Penaltis y tarjetas rojas
Se incluyen todos los partidos de la Alpha Ethniki y Copa griega desde 1959–60.
| Temporada      | Partido        | Penaltis Olymp. (22) | Penaltis PAOK (17)  |
| -------------- | -------------- | -------------------- | ------------------- |
| 1960–61        | Oly – PAOK 1–1 | Yfantis 50'          |                     |
| 1961–62        | Oly – PAOK 6–0 | Sideris 84'          |                     |
| 1965–66        | PAOK – Oly 3–2 | Polychroniou 89'     |                     |
| 1965–66        | Oly – PAOK 2–0 | Sideris 25'          |                     |
| 1968–69        | PAOK – Oly 2–1 |                      | Koudas 1'           |
| 1969–70        | PAOK – Oly 1–2 |                      | Afentoulidis 90'+1' |
| 1973–74 (Copa) | Oly – PAOK 2–2 | Karavitis 66'        | Aslanidis 73'       |
| 1974–75        | Oly – PAOK 3–2 | Davourlis 14'        | Sarafis 87'         |
| 1976–77        | PAOK – Oly 2–1 |                      | Guerino 33'         |
| 1978–79 (Copa) | Oly – PAOK 2–2 | Rohrbach 62'         |                     |
| 1980–81        | PAOK – Oly 1–0 |                      | Kostikos 30'        |
| 1982–83        | PAOK – Oly 1–1 | Anastopoulos 3'      | Dimopoulos 79'      |
| 1984–85        | PAOK – Oly 1–0 |                      | Kostikos 86'        |
| 1984–85        | Oly – PAOK 2–1 | Sarganis 80'         |                     |
| 1985–86        | Oly – PAOK 2–0 | Anastopoulos 2'      |                     |
| 1986–87        | PAOK – Oly 4–1 | Anastopoulos 27'     | Skartados 21'       |
| 1987–88        | Oly – PAOK 2–1 | Funes 17'            |                     |
| 1989–90        | PAOK – Oly 4–1 |                      | Skartados 39'       |
| 1990–91        | Oly – PAOK 3–2 | Anastopoulos 73'     |                     |
| 1990–91 (Copa) | PAOK – Oly 3–0 |                      | Karageorgiou 6'     |
| 1996–97 (Copa) | PAOK – Oly 1–2 | Đorđević 75'         |                     |
| 1998–99        | PAOK – Oly 1–2 | Georgatos 80'        |                     |
| 1998–99        | Oly – PAOK 2–1 | Georgatos 90'+3'     |                     |
| 1999–00 (Copa) | Oly – PAOK 2–1 |                      | Frousos 19'         |
| 2000–01 (Copa) | Oly – PAOK 2–4 | Đorđević 79'         |                     |
| 2001–02        | Oly – PAOK 3–2 |                      | Georgiadis 58'      |
| 2002–03        | PAOK – Oly 1–1 | Đorđević 40'         | Georgiadis 56'      |
| 2002–03        | Oly – PAOK 4–3 | Đorđević 85'         |                     |
| 2002–03 (Copa) | PAOK – Oly 3–1 | Giannakopoulos 44'   |                     |
| 2003–04        | PAOK – Oly 0–2 |                      | Yiasoumi 65'        |
| 2004–05        | Oly – PAOK 5–1 | Đorđević 45'+2'      |                     |
| 2004–05        | PAOK – Oly 1–1 | Đorđević 21'         |                     |
| 2007–08        | PAOK – Oly 1–1 |                      | Conceição 32'       |
| 2010–11        | PAOK – Oly 2–1 |                      | Vitolo 71'          |

| Temporada      | Partido        | Tarjetas rojas Olymp. (15) | Tarjetas rojas PAOK (26)           |
| -------------- | -------------- | -------------------------- | ---------------------------------- |
| 1962–63        | Oly – PAOK 3–2 |                            | Symeonidis 58'                     |
| 1965–66        | Oly – PAOK 2–0 |                            | Mitrakas 30'                       |
| 1967–68        | Oly – PAOK 0–1 | Yioutsos 40'               |                                    |
| 1968–69        | Oly – PAOK 3–0 |                            | Lazos 60'                          |
| 1972–73        | PAOK – Oly 1–0 |                            | Aslanidis 55'                      |
| 1976–77        | PAOK – Oly 2–1 | Sinetopoulos 36'           |                                    |
| 1978–79        | Oly – PAOK 1–0 | Galakos 75'                |                                    |
| 1980–81        | Oly – PAOK 1–0 |                            | Gounaris 61'                       |
| 1982–83        | PAOK – Oly 1–1 | Mitropoulos 80'            |                                    |
| 1986–87        | PAOK – Oly 4–1 | Zelilidis 62'              |                                    |
| 1987–88        | Oly – PAOK 2–1 |                            | Skartados 89'                      |
| 1988–89        | Oly – PAOK 0–1 | Funes 40'                  | Lagonidis 40' Karageorgiou 81'     |
| 1990–91 (Copa) | Oly – PAOK 2–0 |                            | H. Hassan 65'                      |
| 1990–91 (Copa) | PAOK – Oly 3–0 | Mitropoulos 44'            | Leontiadis 44'                     |
| 1990–91        | PAOK – Oly 3–2 | Savichev 59'               |                                    |
| 1991–92 (Copa) | Oly – PAOK 2–0 | Savichev 69'               |                                    |
| 1994–95        | PAOK – Oly 3–0 |                            | Lagonidis 45'                      |
| 1995–96        | PAOK – Oly 0–0 | Kalantzis 86'              |                                    |
| 1995–96        | Oly – PAOK 1–0 |                            | Toursounidis 89'                   |
| 1996–97 (Copa) | PAOK – Oly 1–2 |                            | Vryzas 28'                         |
| 1996–97        | PAOK – Oly 0–0 | Dabizas 88'                | Sidiropoulos 56'                   |
| 1998–99        | Oly – PAOK 2–1 |                            | Koulakiotis 72' Michopoulos 90'+1' |
| 1999–00        | PAOK – Oly 0–2 |                            | Georgiadis 38'                     |
| 2000–01        | PAOK – Oly 2–4 |                            | Georgiadis 39'                     |
| 2002–03        | Oly – PAOK 4–3 | Karembeu 87'               |                                    |
| 2004–05        | Oly – PAOK 5–1 |                            | Karipidis 77'                      |
| 2008–09        | Oly – PAOK 2–0 |                            | García 89'                         |
| 2008–09 (Copa) | Oly – PAOK 2–0 |                            | Contreras 73' Ivić 80'             |
| 2008–09        | PAOK – Oly 0–0 | Mendrinos 62'              | Bizera 90'+3'                      |
| 2009–10        | Oly – PAOK 0–1 | Mellberg 90'+2'            | Contreras 90'+2'                   |
| 2010–11        | Oly – PAOK 3–0 |                            | Ivić 58'                           |
| 2010–11 (Copa) | PAOK – Oly 1–0 | Mirallas 86'               |                                    |
| 2011–12        | PAOK – Oly 0–2 |                            | Lazăr 76'                          |

## Enfrentamientos en Super Liga
| P. | 60 | 61 | 62 | 63 | 64 | 65 | 66 | 67 | 68 | 69 | 70 | 71 | 72 | 73 | 74 | 75 | 76 | 77 | 78 | 79 | 80 | 81 | 82 | 83 | 84 | 85 | 86 | 87 | 88 | 89 | 90 | 91 | 92 | 93 | 94 | 95 | 96 | 97 | 98 | 99 | 00 | 01 | 02 | 03 | 04 | 05 | 06 | 07 | 08 | 09 | 10 | 11 | 12 | 13 |
| -- | -- | -- | -- | -- | -- | -- | -- | -- | -- | -- | -- | -- | -- | -- | -- | -- | -- | -- | -- | -- | -- | -- | -- | -- | -- | -- | -- | -- | -- | -- | -- | -- | -- | -- | -- | -- | -- | -- | -- | -- | -- | -- | -- | -- | -- | -- | -- | -- | -- | -- | -- | -- | -- | -- |
| 1  |    |    |    |    |    |    | 1  | 1  |    |    |    |    |    | 1  | 1  | 1  | 1  |    |    |    | 1  | 1  | 1  | 1  |    | 1  |    | 1  |    |    |    |    |    |    |    |    |    | 1  | 1  | 1  | 1  | 1  | 1  | 1  |    | 1  | 1  | 1  | 1  | 1  |    | 1  | 1  | 1  |
| 2  |    | 2  | 2  |    | 2  |    |    |    | 2  | 2  |    |    | 2  | 2  |    |    |    | 2  | 2  | 2  |    |    |    |    | 2  |    |    |    |    | 2  |    | 2  | 2  |    |    | 2  |    |    |    |    |    |    |    |    | 2  |    |    |    |    |    | 2  |    |    | 2  |
| 3  | 3  |    |    | 3  |    | 3  |    |    |    |    | 2  |    |    |    |    | 3  | 3  | 3  |    |    |    |    | 3  |    |    |    |    |    | 3  |    | 3  |    |    | 3  | 3  | 3  | 3  |    |    |    |    |    |    |    | 3  |    |    |    |    |    |    | 3  |    |    |
| 4  |    |    |    | 4  |    |    |    | 4  |    |    |    |    |    |    | 4  |    |    |    | 4  | 4  |    | 4  |    | 4  |    | 4  |    |    |    |    | 4  | 4  | 4  |    |    |    |    | 4  | 4  | 4  |    | 4  | 4  | 4  |    |    |    |    |    | 4  |    |    |    |    |
| 5  |    |    |    |    |    |    |    |    |    | 5  | 5  |    | 5  |    |    |    |    |    |    |    | 5  |    |    |    | 5  |    | 5  | 5  |    |    |    |    |    | 5  | 5  |    |    |    |    |    | 5  |    |    |    |    | 5  |    |    |    |    | 5  |    | 5  |    |
| 6  |    |    | 6  |    |    |    | 6  |    |    |    |    |    |    |    |    |    |    |    |    |    |    |    |    |    |    |    |    |    |    |    |    |    |    |    |    |    |    |    |    |    |    |    |    |    |    |    | 6  | 6  |    |    |    |    |    |    |
| 7  | 7  |    |    |    |    |    |    |    |    |    |    | 7  |    |    |    |    |    |    |    |    |    |    |    |    |    |    |    |    |    |    |    |    |    |    |    |    |    |    |    |    |    |    |    |    |    |    |    |    |    |    |    |    |    |    |
| 8  |    |    |    |    | 8  | 8  |    |    |    |    |    |    |    |    |    |    |    |    |    |    |    |    |    |    |    |    |    |    | 8  | 8  |    |    |    |    |    |    |    |    |    |    |    |    |    |    |    |    |    |    |    |    |    |    |    |    |
| 9  |    |    |    |    |    |    |    |    | 9  |    |    | 9  |    |    |    |    |    |    |    |    |    |    |    |    |    |    |    |    |    |    |    |    |    |    |    |    |    |    |    |    |    |    |    |    |    |    |    |    | 9  |    |    |    |    |    |
| 10 |    | 10 |    |    |    |    |    |    |    |    |    |    |    |    |    |    |    |    |    |    |    |    |    |    |    |    | 10 |    |    |    |    |    |    |    |    |    |    |    |    |    |    |    |    |    |    |    |    |    |    |    |    |    |    |    |
| 11 |    |    |    |    |    |    |    |    |    |    |    |    |    |    |    |    |    |    |    |    |    |    |    |    |    |    |    |    |    |    |    |    |    |    |    |    |    |    |    |    |    |    |    |    |    |    |    |    |    |    |    |    |    |    |
| 12 |    |    |    |    |    |    |    |    |    |    |    |    |    |    |    |    |    |    |    |    |    |    |    |    |    |    |    |    |    |    |    |    |    |    |    |    |    |    |    |    |    |    |    |    |    |    |    |    |    |    |    |    |    |    |
| 13 |    |    |    |    |    |    |    |    |    |    |    |    |    |    |    |    |    |    |    |    |    |    |    |    |    |    |    |    |    |    |    |    |    |    |    |    |    |    |    |    |    |    |    |    |    |    |    |    |    |    |    |    |    |    |
| 14 |    |    |    |    |    |    |    |    |    |    |    |    |    |    |    |    |    |    |    |    |    |    |    |    |    |    |    |    |    |    |    |    |    |    |    |    | 14 |    |    |    |    |    |    |    |    |    |    |    |    |    |    |    |    |    |
| 15 |    |    |    |    |    |    |    |    |    |    |    |    |    |    |    |    |    |    |    |    |    |    |    |    |    |    |    |    |    |    |    |    |    |    |    |    |    |    |    |    |    |    |    |    |    |    |    |    |    |    |    |    |    |    |
| 16 |    |    |    |    |    |    |    |    |    |    |    |    |    |    |    |    |    |    |    |    |    |    |    |    |    |    |    |    |    |    |    |    |    |    |    |    |    |    |    |    |    |    |    |    |    |    |    |    |    |    |    |    |    |    |
| 17 |    |    |    |    |    |    |    |    |    |    |    |    |    |    |    |    |    |    |    |    |    |    |    |    |    |    |    |    |    |    |    |    |    |    |    |    |    |    |    |    |    |    |    |    |    |    |    |    |    |    |    |    |    |    |
| 18 |    |    |    |    |    |    |    |    |    |    |    |    |    |    |    |    |    |    |    |    |    |    |    |    |    |    |    |    |    |    |    |    |    |    |    |    |    |    |    |    |    |    |    |    |    |    |    |    |    |    |    |    |    |    |

• Total: Olympiacos 48 veces superior, PAOK 6 veces superior.

## Jugadores en ambos equipos
| Jugadores - Kostas Orfanos - Ioannis Gounaris - Petros Skouras - Georgios Kostikos - Charis Baniotis - Sotiris Mavrommatis - Makis Chavos - Georgios Mitsibonas | Jugadores - Vangelis Kalogeropoulos - Alexandros Alexiou - Giorgos Skartados - Panagiotis Tsalouchidis - Božidar Bandović - Kyriakos Tochouroglou - Koffi Amponsah - Luciano de Souza | Jugadores - Stylianos Venetidis - Georgios Georgiadis - Pantelis Kafes - Ioannis Okkas - Lampros Choutos - Leonardo - Pablo Contreras | Entrenadores - Les Shannon - Lakis Petropoulos - Heinz Höher - Nikos Alefantos - Ioannis Gounaris - Thijs Libregts - Ljupko Petrović - Oleg Blokhin - Dušan Bajević |